# Sentier européen E5
Pour les articles homonymes, voir E5.
Le sentier européen E5 est un sentier européen de grande randonnée.
Long de 3 050 km, il traverse la France (pointe du Raz, Finistère) puis la Suisse (Lac de Constance), l'Autriche et enfin l'Italie (Vérone).

## France
Le sentier démarre à la pointe du Raz dans le nord-ouest de la France. Il borde ensuite la Manche puis entre dans les terres jusqu'à Versailles et suit la Seine jusqu'à Dijon. Après la traversée des Vosges, il atteint le lac de Constance.

## Suisse
Le sentier E5 passe les chutes du Rhin puis suit la rive sud du lac de Constance jusqu'à Rheineck.

## Autriche
Le chemin part à l'est de Bregenz, grimpe jusqu'au refuge de Staufner et relie la frontière allemande.

## Allemagne
La plupart des marcheurs du E5 commencent à Oberstdorf où la partie alpine du sentier débute. Après 50 km, le chemin croise la frontière autrichienne après le refuge de Kemptner.

## Autriche

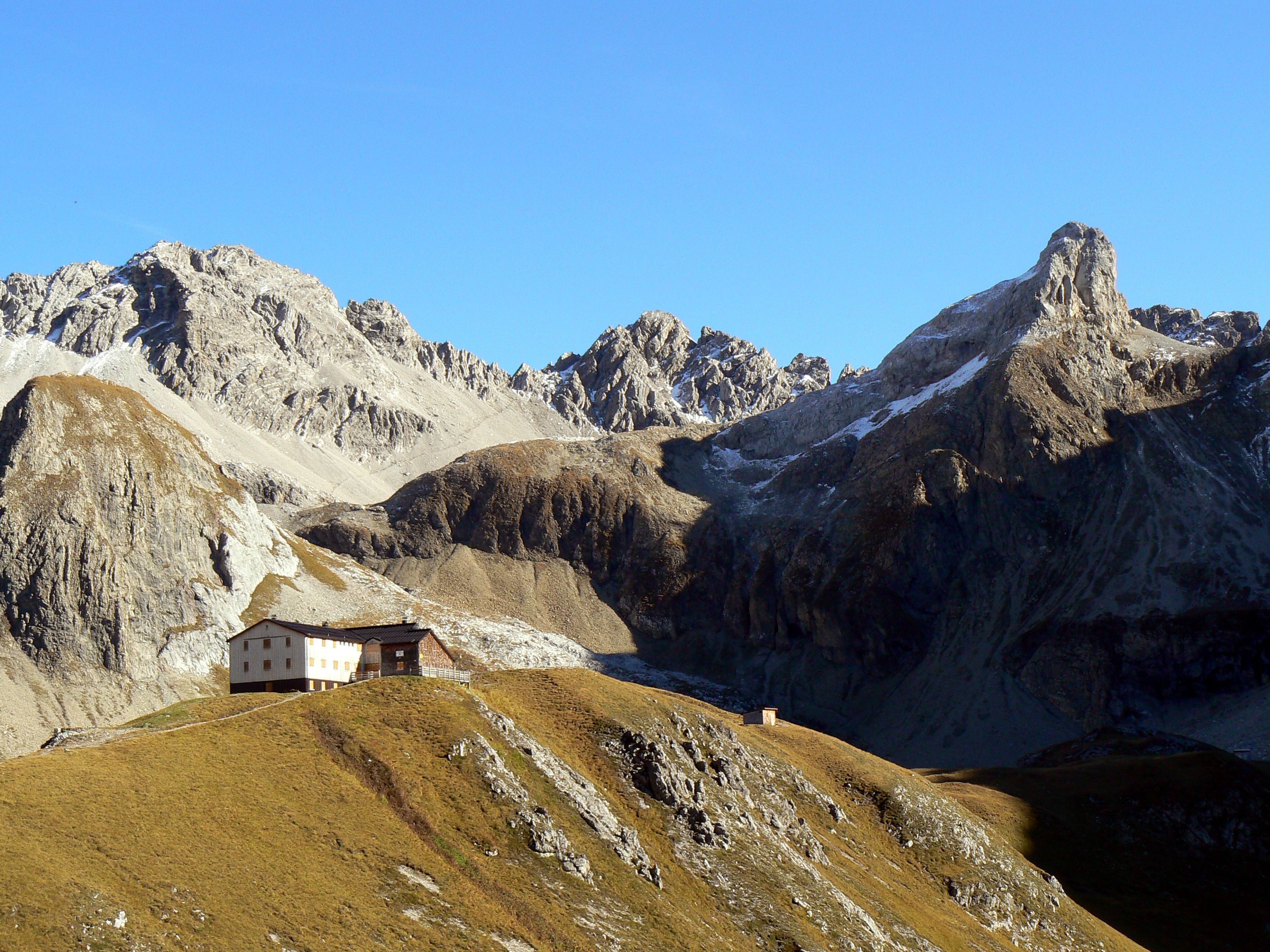
Refuge Memminger.

La partie la plus intense et spectaculaire du sentier (175 km) traverse les Alpes d'Allgäu, de Lechtal et de l'Ötztal. Passé le refuge Memminger, la route mène le marcheur vers Zams et ensuite sur Geigenkamm et Kaunergrat à Pitztal. Au-delà de Mittelberg, l'itinéraire traverse Pitztaler Joch, le point culminant de lE5 (2995m), avant d'atteindre la frontière italienne près du col du Rombo.

## Italie

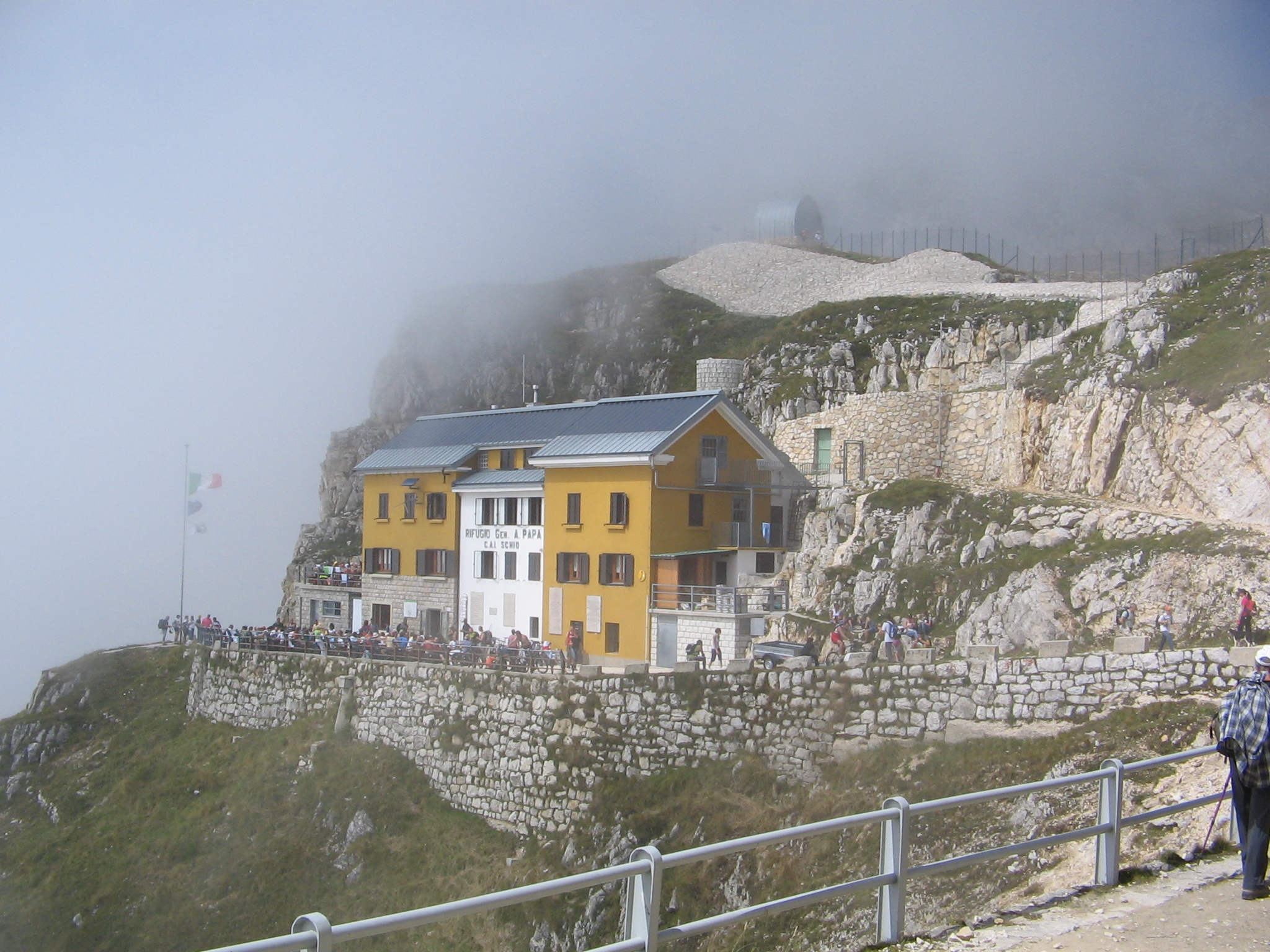
Refuge Achille Papa.

Le sentier va maintenant jusqu'à Merano et Bolzano. Il est à partir de là moins montagneux et moins encombré mais il reste 12 journées difficiles jusqu'à Vérone. Le chemin mène le marcheur le long du flanc ouest des Dolomites au-delà de la station thermale de Levico Terme et sur le massif du Pasúbio vers la destination finale, Vérone.